# Movilización docente en Chile de 2015
El paro de profesores se inició el 1 de junio de 2015 y continua de forma indefinida como protesta en contra a algunos puntos de la reforma educacional impulsada por el segundo gobierno de Michelle Bachelet, especialmente en la carrera docente. 

## Orígenes
El gobierno de Michelle Bachelet desde su inicio, incluso desde su campaña presidencial, manifestó la necesidad de realizar grandes transformaciones en materia de educación con el objetivo de asegurar una educación de calidad para todos los niños y niñas del país. Es dentro de este contexto que se está impulsando la promulgación de la nueva era Carrera docente (Chile), que busca, en palabras del ejecutivo, mejorar las condiciones de los profesores y profesoras del país. 
Los docentes de Chile, una vez que conocieron la propuesta de ley de carrera docente impulsada por el ejecutivo, manifestaron su disconformidad por considerar que esta no valora el trabajo profesional docente ya que incluye aspectos como: la certificación al ingreso y a lo largo de la carrera, una evaluación del tipo punitiva y no orientada a la mejora de las prácticas docentes, una sobrevaloración de las evaluaciones que va en desmedro del trabajo colaborativo, un encasillamiento por tramos, remuneraciones no acordes al trabajo desarrollado y, una salida y jubilación forzada. Además no incluye: la universalidad del estatuto docente, mejoras en las condiciones de los tiempos para la preparación de la enseñanza y la derogación de la Ley 20. 501 .
Por todo lo anterior y por considerar que la propuesta del gobierno sobre carrera docente no responde a lo que espera el magisterio, es que estos iniciaron el 1 de junio una movilización indefinida, que apunta a conseguir el retiro de la ley del parlamento.

## Desarrollo

### Primera semana de movilización del 1 al 5 de junio
- El profesorado inicia la semana con una gran marcha por las calles de Santiago con el objetivo de presionar al gobierno y al ministro Nicolás Eyzaguirre, a retirar la propuesta de ley.
- El martes cada comunidad, en sus respectivas localidades y en distintas partes del país, realizaron manifestaciones y presentaciones culturales.
- El miércoles se desarrolló nuevamente, una gran marcha por las calles de Santiago, la cual contó  con el apoyo y participación de estudiantes universitarios.
- El jueves las comunidades educativas realizaron distintas intervenciones y cabildos abiertos, cuyo objetivo principal fue incluir y educar a la ciudadanía.
- Por último, el viernes y luego de la reunión de la asamblea nacional docente, se decidió continuar con el paro una semana más.

### Segunda semana de movilización, 8 al 12 de junio

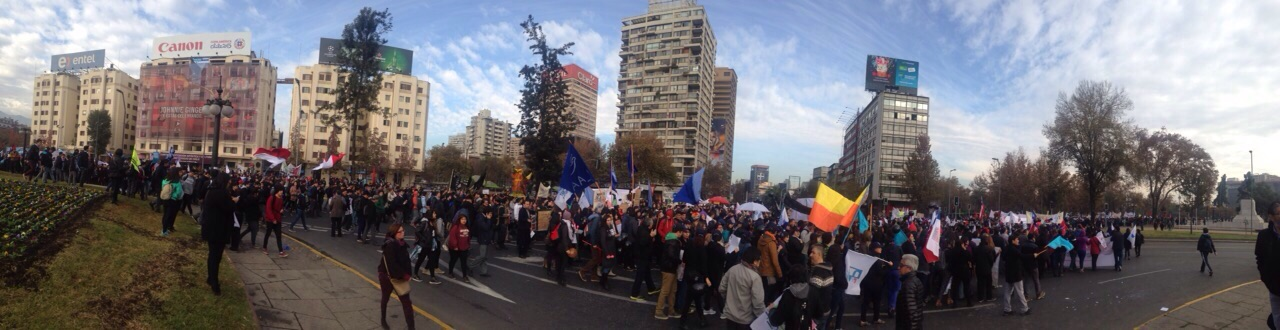
Plaza Italia, 11 junio 2015

Esta semana se caracterizó por la gran cantidad de actividades y manifestaciones locales como nacionales, las cuales incluyeron intervenciones culturales, cacerolazos, marchas en puntos estratégicos que contaban con cobertura periodística por la copa América, cabildos educativos, entre otros, 
- El miércoles fue el día en que se reunieron los profesores y estudiantes para marchar por el nuevo trazado indicado por la intendencia, manteniendo la presión al estado para retirar el proyecto de ley.
- El jueves 11 de junio sesionó la comisión de educación del parlamento, en compañía de la subsecretaria de educación Valentina Quiroga y representantes del colegio de profesores. La sesión concluyó con la suspensión de la tramitación de la ley y con la conformación de una mesa tripartita.

Antes de finalizar esta semana se reunió la asamblea nacional docente para determinar los pasos a seguir luego de la propuesta de conformación de la mesa tripartita. Sus conclusiones fueron: mantención del paro indefinido, participación en la mesa tripartita con distintos representantes de la asamblea y continuar con la exigencia de retiro del proyecto de ley. 

### Tercera semana de movilización, 15 al 19 de junio
- Los días lunes y martes se llevó a cabo la mesa tripartita con el objetivo de destrabar el conflicto entre los profesores y el gobierno. En ella participaron representantes del magisterio, los miembros de la comisión de educación de la cámara de diputados y representantes del MINEDUC.
- El miércoles 17 de junio se realizó una marcha multitudinaria en las calles de Santiago en la que participaron docentes de todas partes del país, destacándose por ser una de las más grandes de la historia.
- El día jueves la comisión de educación de la cámara de diputados envía y pública su propuesta a la ley de carrera docente luego de comisión tripartita desarrollada. Asimismo la asamblea nacional docente se reúne para analizar la propuesta. Las conclusión luego de finalizada la asamblea fue el rechazo absoluto a la propuesta enviada, por considerar que si bien mejora algunos de los puntos solicitados, no cambia aquellos aspectos que son esenciales para el profesorado (la metodología de la evaluación, el bono de retiro, la remuneración, capacitación, etc.).
- Se termina esta semana indicando la continuación del paro indefinido hasta el día miércoles 25 de junio, en donde se espera la pronunciación del ministro de educación.

## Sucesos y repercusiones
Finalizada la tercera semana de paro de profesores, el MINEDUC ha manifestado la posibilidad de adelantar las vacaciones de invierno de los estudiantes, con el fin de disminuir el impacto que está generando la movilización en las comunidades educativas.